# کلوپتسی
کلوپتسی (به صربی: Klupci) یک روستا در صربستان است که در لوزنیسا واقع شده‌است.
 کلوپتسی  ۷٬۲۹۷ نفر جمعیت دارد و ۱۵۷ متر بالاتر از سطح دریا واقع شده‌است.